# Amélie-les-Bains-Palalda
Amélie-les-Bains-Palalda település Franciaországban, Pyrénées-Orientales megyében. Lakosainak száma 3553 fő (2022. január 1.). Amélie-les-Bains-Palalda Maçanet de Cabrenys, Reynès, Saint-Laurent-de-Cerdans, Arles-sur-Tech és Montbolo községekkel határos.

## Földrajz

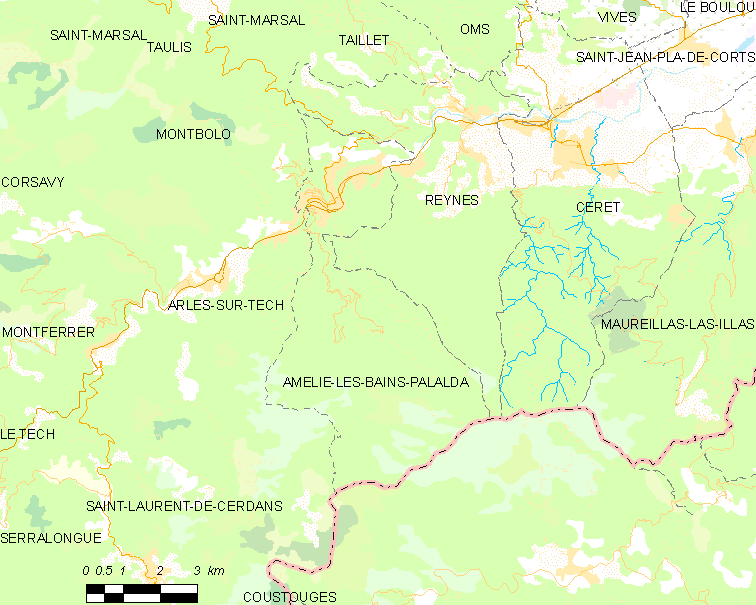
Amélie-les-Bains-Palalda térkép

## Népesség

Népesség 1962-2008

A település népességének változása: